# Клетва за отмъщение
Клетва за отмъщение (на испански: El juramento) е американска испаноезична теленовела, режисирана от Хосе Акоста Навас и Хорхе Маурисио Менесес и продуцирана от Мери-Катрин Кенеди за Телемундо. Версия е на мексиканската теленовела Лъжата от 1998 г., базирана на едноименната теленовела от 1965 г., създадена по оригиналната история от Каридад Браво Адамс.
В главните роли са Наталия Стрейгнард и Освалдо Риос, а в отрицателните – Доминика Палета и Ектор Суарес Гомис. Специално участие вземат Сусана Досамантес, Пабло Асар, Ектор Бония и Хари Гейтнер.

## Сюжет
Сантяго де Ландерос пристига от Маями, за да се събере отново с брат си Диего Платас в ранчото му в Мексико. Въпреки това, при пристигането си в ранчото Сантяго открива, че Диего се е самоубил заради жена, която го е напуснала, защото е нямал пари и не го е искала. Сантяго предприема търсенето на тази жена и дава клетва за отмъщение, но той знае за нея само, че името ѝ започва с А и че брат му я е срещнал в дома на семейство Роблес-Конде.
Сантяго е поканен на парти в имението на това семейство. Там той среща Андреа и Алма Роблес-Конде, първи братовчедки и племенници на господарите Теодоро и Луиса Роблес-Конде, собственици на важна мексиканска хотелска верига и членове на една от най-важните и богати фамилии в целия град Керетаро.
Андреа и Алма са много различни една от друга. Когато Алма разбира, че Сантяго разследва миналото им, за да разбере дали са познавали брат ѝ, Алма успява да го накара да повярва, че Андреа подлудява мъжете и че е имала много връзки в миналото си. Така Сантяго си мисли, че вече е открил убийцата на брат си, и не спира, докато не я накара да се влюби в него и да я отведе в ранчото си, за да ѝ вгорчи живота.
Сантяго открива, че Андреа не е жената, причинила смъртта на брат му, но тя е много наранена от Сантяго и решава да напусне ранчото и да го изостави.
Сантяго се заема да намери Андреа и да се извини за всички злини, които ѝ е причинил, да се опита да възстанови любовта ѝ и да могат да бъдат заедно, без нищо да ги разделя.
Любовта се оказва по-силна от омразата и Андреа му прощава, но когато изглежда, че всичко започва да върви добре и двамата имат стабилен и изпълнен с любов брак, Шейла, старата любов на Сантяго, се появява и се заема да го спечели отново.
Шейла е много влиятелна и известна актриса и тя прави всичко, за да разруши брака на Сантяго и Андреа и да остане с него.

## Актьори
- Наталия Стрейгнард – Андреа Роблес-Конде де Де Ландерос
- Освалдо Риос – Сантяго Де Ландерос
- Доминика Палета – Алма Роблес-Конде
- Сусана Досамантес – Луиса Вега де Роблес-Конде
- Пабло Асар – Хуан Пабло Роблес-Конде Вега
- Ектор Бония – Теодоро Роблес-Конде
- Тина Ромеро – Силвия Вега
- Салвадор Пинеда – Отец Салвадор
- Рикардо Чавес – Хусто Ромеро
- Хари Гейтнер – Диего Платас
- Ектор Суарес Гомис – Естебан
- Мартин Наварете – Д-р Франсиско Мехидо
- Луис Урибе – Алехандро
- Кения Ихуелос – Мирта
- Сусана Диасаяс – Росита
- Марио Сарагоса – Рефухио
- Уго Акоста – Кастийо
- Карлос Торес Ториха – Демян
- Глория Пералта – Макарена
- Паола Тойос – Шейла
- Естебан Соберанес – Хосе
- Палома Кесада – Але
- Джералдин Синат – Конча
- Мар Карера – Исабел Мехидо

## Премиера
Премиерата на Клетва за отмъщение е на 30 юни 2008 г. по Телемундо. Последният 104. епизод е излъчен на 17 октомври 2008 г.

## Версии
- Лъжата (1952), филм, режисиран от Хуан Х. Ортега. С участието на Марга Лопес, Хорхе Мистрал и Джина Кабрера.
- Лъжата (1965), теленовела режисирана и продуцирана от Ернесто Алонсо за Телевиса. С участието на Хулиса, Енрике Лисалде и Фани Кано.
- Calúnia (1966), бразилска теленовела за TV Tupi. С участието на Фернанда Монтенегро, Серхио Кардосо и Хеорхия Хомиде.
- Лъжата (1970), филм, режисиран от Емилио Гомес Муриел. С участието на Хулиса, Енрике Лисалде и Бланка Санчес
- Непростимо (1975), мексиканска теленовела, режисирана от Алфредо Салданя и продуцирана от Ернесто Алонсо за Телевиса. С участието на Ампаро Ривейес, Армандо Силвестре и Рохелио Гера.
- Любовта никога не умира (1982), теленовела, режисирана от Алфредо Салданя и продуцирана от Ернесто Алонсо за Телевиса. С участието на Кристиан Бах, Франк Моро и Силвия Паскел.
- Лъжата (1998), теленовела, продуцирана от Карлос Сотомайор за Телевиса. С участието на Кейт дел Кастийо, Гай Екер и Карла Алварес.
- Когато се влюбиш (2010), теленовела, продуцирана от Карлос Морено за Телевиса. С участието на Силвия Наваро, Хуан Солер и Джесика Кох.
- Coraçőes Feridos (2010, излъчена през 2012), бразилска теленовела за SBT. С участието на Патрисия Барос, Флавио Толесани и Синтия Фалабела.
- Непростимо, теленовела, режисирана от Моника Мигел и продуцирана от Салвадор Мехия за Телевиса. С участието на Ана Бренда Контрерас, Иван Санчес и Гретел Валдес.

## В България
Премиерата на сериала е на 11 ноември 2008 г. по Би Ти Ви и приключва на 22 април 2009 г.